# Edward Uhl
Edward Uhl (* 12. Oktober 1843 in New York City; † 1. August 1906 ebenda) war ein US-amerikanischer Zeitungsverleger.

## Leben

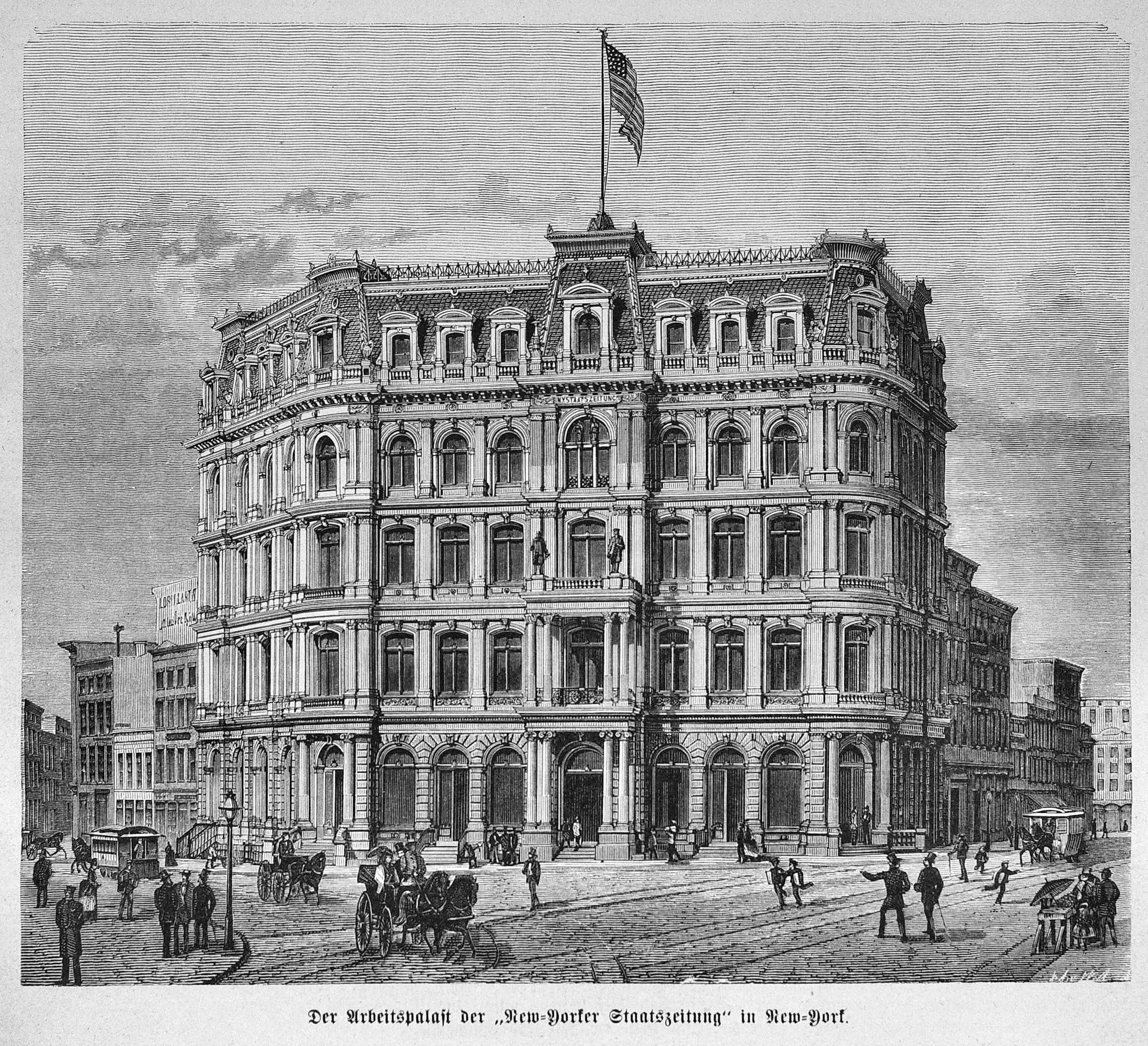
Gebäude der New Yorker Staats-Zeitung (1875)

Edward Uhl wurde als jüngster Sohn des Jacob Uhl und der Anna Uhl, geb. Behr den Herausgebern der New Yorker Staats-Zeitung, geboren. Seine Schulbildung erhielt er an öffentlichen Schulen. Danach folgte er seinem älteren Bruder Hermann, der seit 1860 in Zürich studierte, an das dortige Polytechnikum. Hier schloss er sich 1863 dem Corps Rhenania an. Später wechselte er an das Polytechnikum Karlsruhe, wo er sich dem Corps Franconia anschloss.
Nach seiner Rückkehr in die Vereinigten Staaten wurde er als Konsul nach Guatemala entsendet. Die politischen Bedingungen unter der Administration von Ulysses S. Grant waren ihm jedoch zuwider. Er legte sein Amt nieder und beteiligte sich niemals wieder aktiv an der Politik. Für viele Jahre lebte er als Landwirt in Ohio. Auf Drängen seines Stiefvaters Oswald Ottendorfer kehrte er nach New York zurück, um sich in die New Yorker Staatszeitung aktiv einzubringen. Schon vor dem Tode seines Vaters im Jahre 1852 war er Teilhaber der Zeitung geworden, die von seiner Mutter und seinem Stiefvater zu einer Auflagenstärke geführt worden war, die mit der Auflagenstärke der englischsprachigen New York Times und New York Tribune vergleichbar war. Solange es seine Gesundheit erlaubte, war er Geschäftsführer der Zeitung und nach dem Tode von Oswald Ottendorfer im Jahre 1900 Präsident des Zeitungsverlages. Wie seine Mutter und sein Stiefvater tat er viel für Wohltätigkeitseinrichtungen. In Massachusetts besaß er eine Viehzucht-Farm, die als one of the finest... in the Northern States bezeichnet wurde. Er starb nach langer Krankheit unverheiratet in seinem Haus 150 Central Park South.